# Lessivés
In der Deutschen Bodensystematik, einem der Bodenkunde zugehörigen Bodenklassifikationssystem, stellen Lessivés eine Klasse innerhalb der Abteilung Terrestrische Landböden dar.
Der Name leitet sich vom translokativen Tonverlagerungsprozess (Lessivierung) ab.
Nach dieser Systematik werden zwei Bodentypen ausgeschieden:
- Parabraunerde (LL)
- Fahlerde (LF)